# Knockin' on Heaven's Door (film 1997)
Knockin' on Heaven's Door è un film tedesco del 1997 diretto da Thomas Jahn.